# Timici

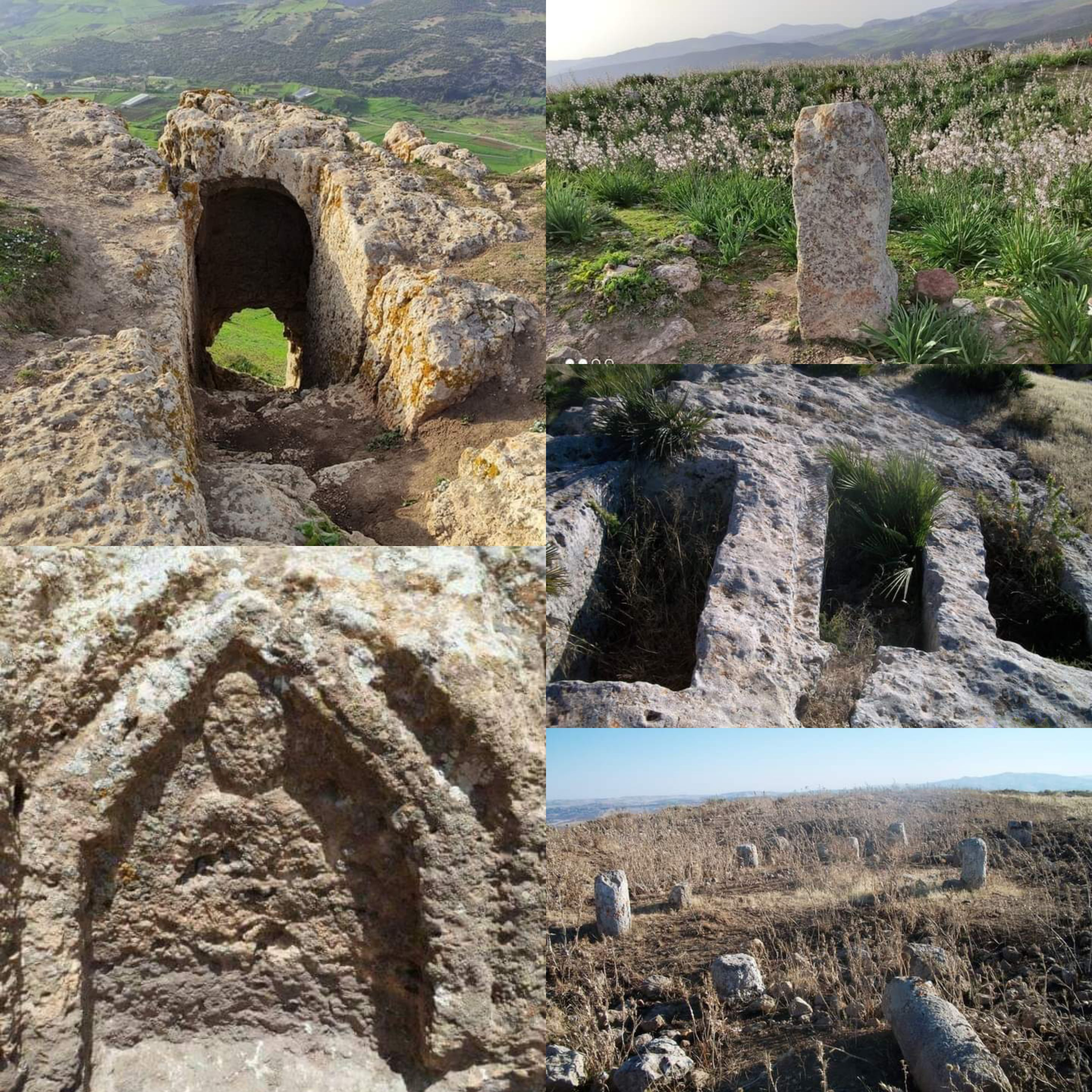
Ruinen in Timici

Timici war eine antike Stadt (civitas) in der römischen Provinz Mauretania Caesariensis im heutigen nördlichen Algerien.
Timici war in der Spätantike Bischofssitz, darauf geht das Titularbistum Timici zurück.